# 오렌에어
오렌에어(영어: Orenair, 러시아어: Оренбургские авиалинии) 또는 오렌부르크 항공(영어: Orenburg Airlines)은 러시아의 항공사로 본사는 러시아 오렌부르크에 위치해 있으며 1932년에 설립했다. 또한 사용하고 있는 허브 공항으로 오렌부르크 첸트랄니 공항이 있다.

## 개요
1932년 아에로플로트의 자회사로 설립했다. 소련 붕괴와 동시에 1992년에 현재의 사명으로 변경했다. 최초로 환승 승객을 위한 완전한 서비스 및 항공 요금을 소개하는 러시아의 국내 항공사 중에서 항공편을 연결하는 허브 시스템을 도입했다. 2010년에 오렌 에어는 아에로플로트에 인수했으며 향부 합병의 결과로 기종의 현대화가 될 것으로 전망되었으나
2016년, 도나비아 항공과 함께 로시야 항공에 합병되었다.

## 보유 기종
- 2012년 4월 기준으로 오렌에어는 다음과 같은 기종을 보유하고 있으며 평균 기령은 13.5년이다.[5][6][7][8][9]

## 같이 보기
- 아에로플로트

## 사진

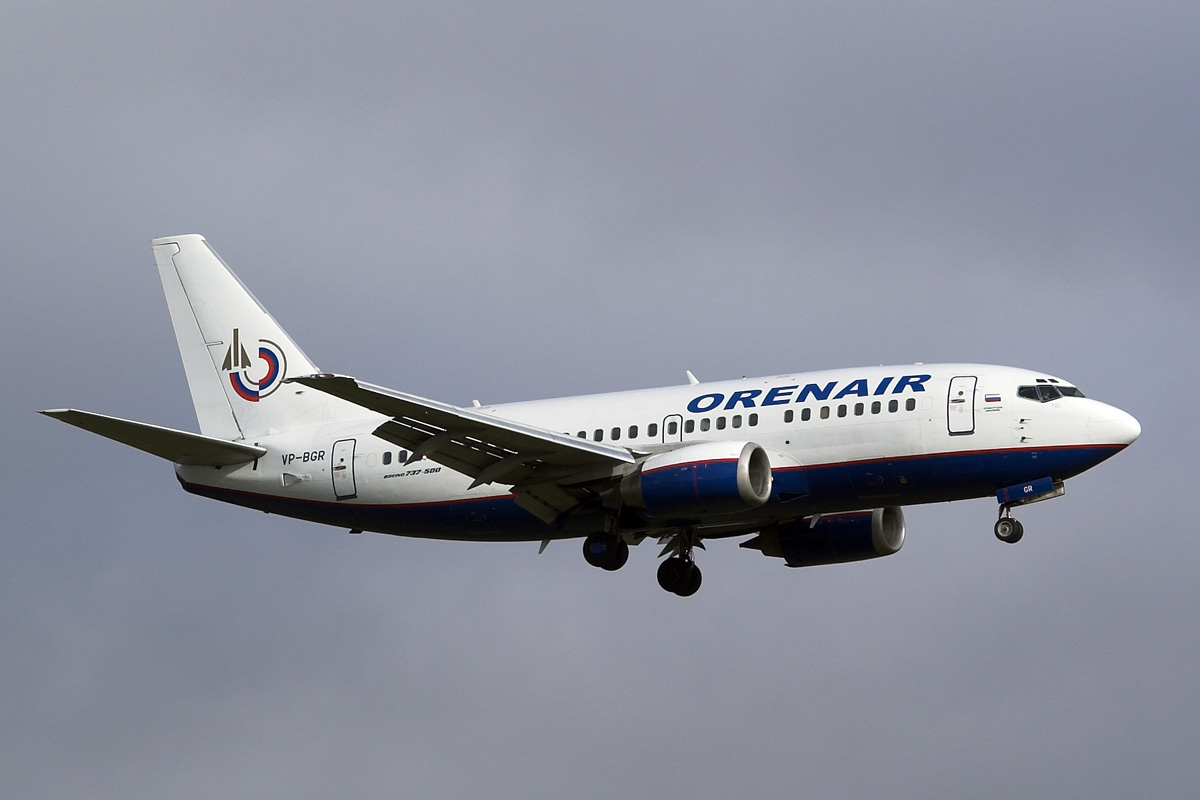
오렌에어의 보잉 737-500
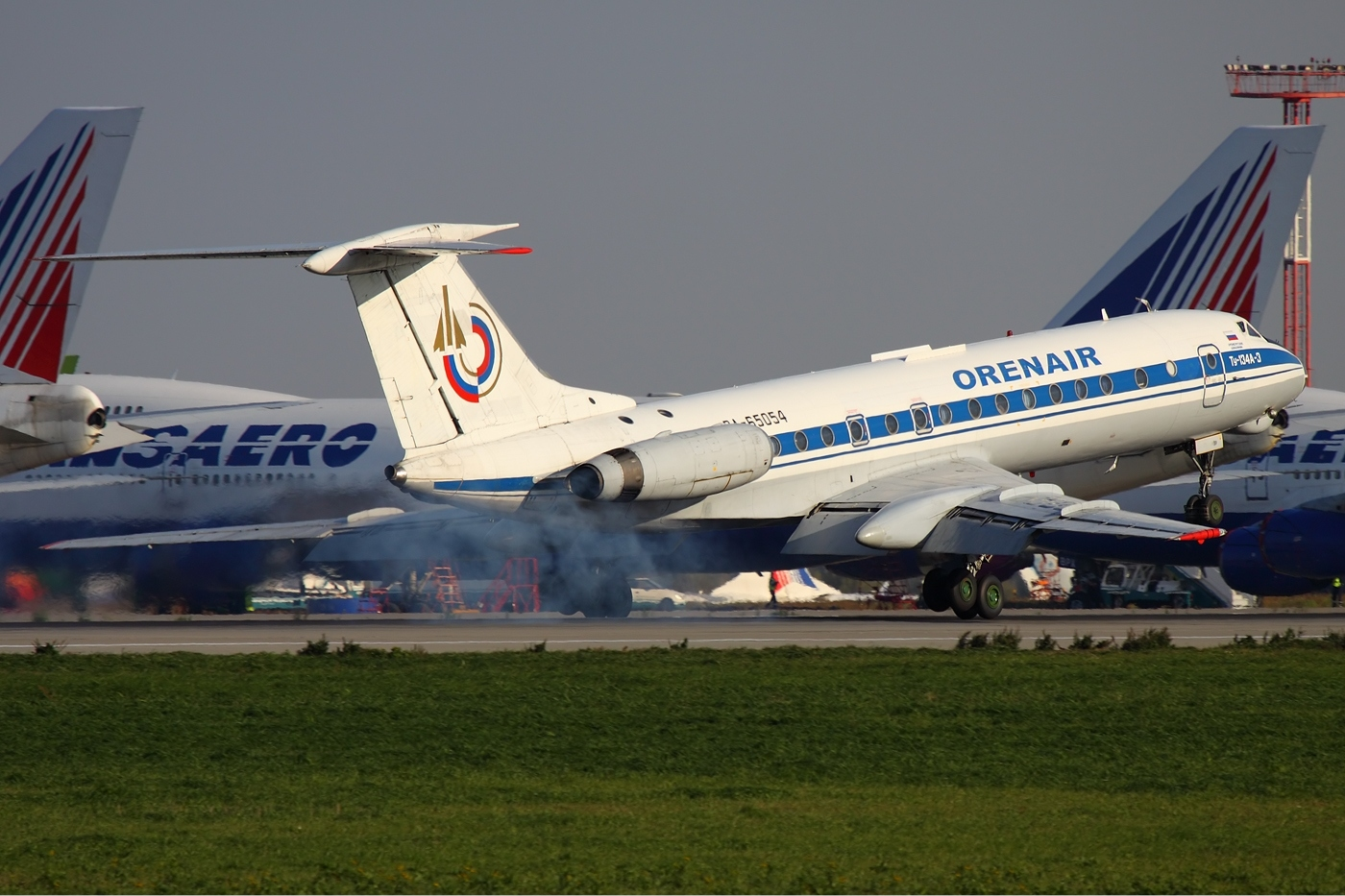
오렌에어의 투폴레프 Tu-134
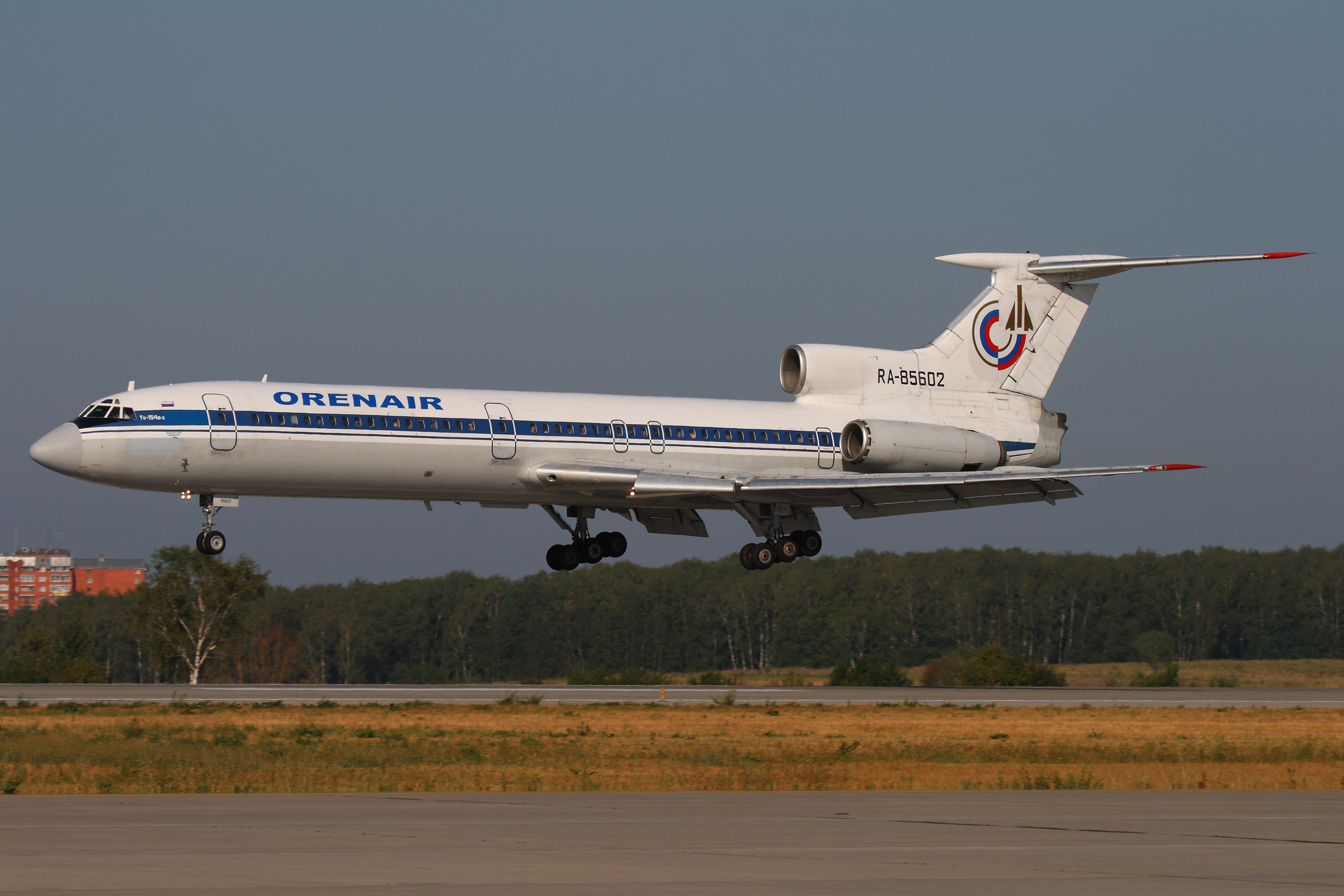
오렌에어의 투폴레프 Tu-154M
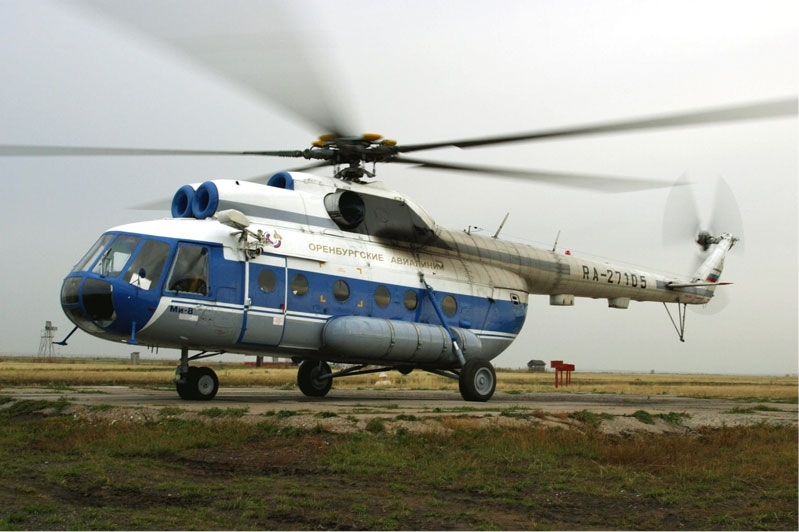
오렌에어의 밀 Mi-8T
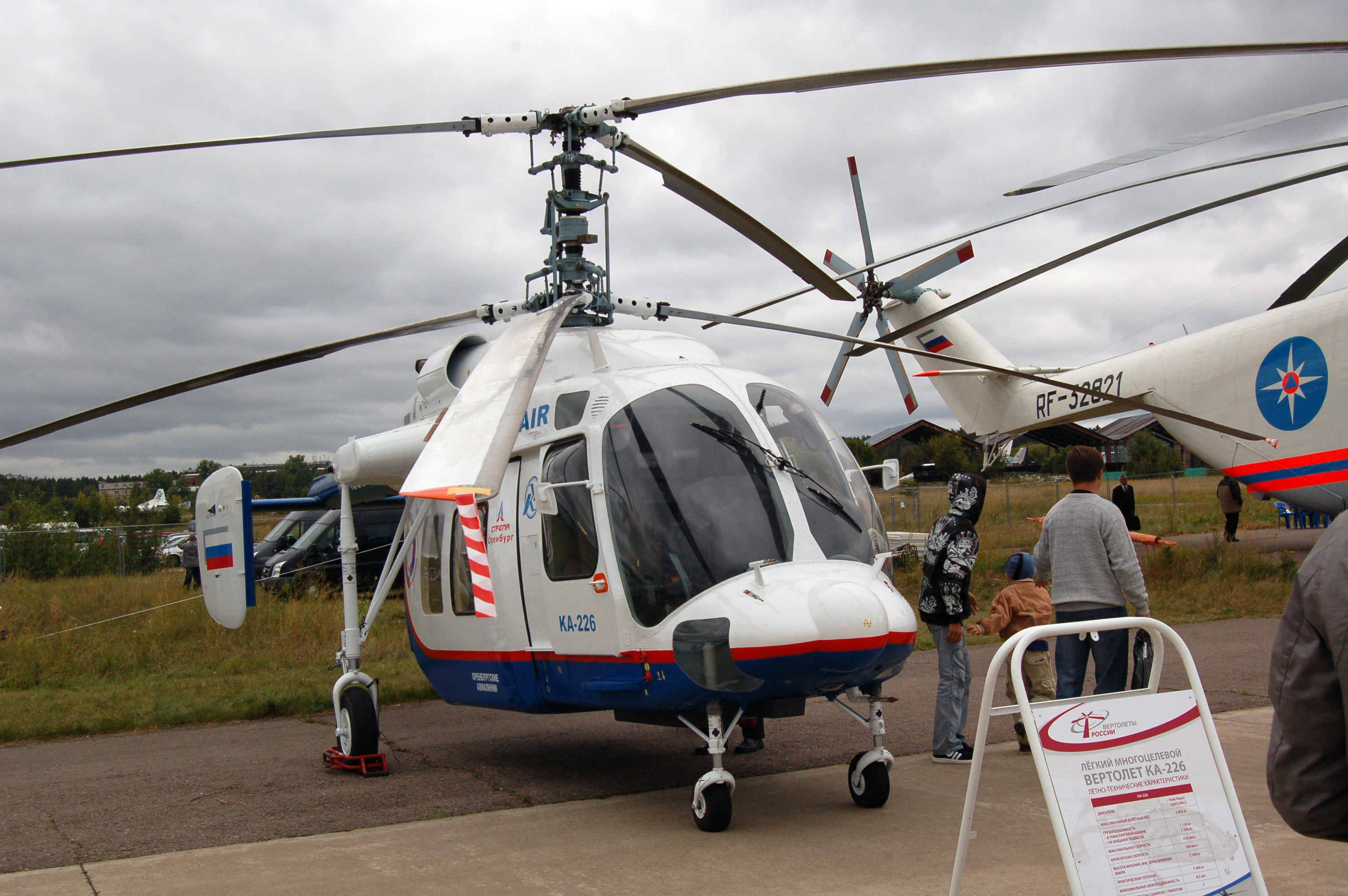
오렌에어의 카모브 Ka-226